# Strymon wagenknechti
Strymon wagenknechti is een vlinder uit de familie van de Lycaenidae. De wetenschappelijke naam van de soort werd als Thecla wagenknechti in 1948 gepubliceerd door Ureta.